# 아에 고이치
아에 고이치(일본어: 阿江孝一, 1976년 4월 15일 ~ )는 일본의 전 축구 선수이다.

## 구단 경력
과거 감바 오사카, 아비스파 후쿠오카, 가시마 앤틀러스, 몬테디오 야마가타에서 활동하였다.